# Big in Japan (format)
Big in Japan är ett programformat utvecklat av SmallWorld i reality/gameshowgenren.
Några produktioner av detta format är I Survived A Japanese Game Show (som ursprungligen hette just Big in Japan) och Hjälp! Jag är med i en japansk tv-show.